# Wimberley
Wimberley is een plaats (census-designated place) in de Amerikaanse staat Texas, en valt bestuurlijk gezien onder Hays County.

## Demografie
Bij de volkstelling in 2000 werd het aantal inwoners vastgesteld op 3797.

## Geografie
Volgens het United States Census Bureau beslaat de plaats een oppervlakte van
41,8 km², geheel bestaande uit land. Wimberley ligt op ongeveer 253 m boven zeeniveau.

## Plaatsen in de nabije omgeving
De onderstaande figuur toont nabijgelegen plaatsen in een straal van 24 km rond Wimberley.